# Støvkornenes dans i solstrålerne
Støvkornenes dans i solstrålerne  (også kendt som Solskin og Solstråler) er et oliemaleri fra 1900 af den danske maler Vilhelm Hammershøi. Maleriet har siden 1989 været udstillet på kunstmuseet Ordrupgaard i København og er optaget i kulturkanonen.

## Motiv
Billedet forestiller et udsnit af Hammershøis lejlighed i Strandgade: et stykke af gulvet, af ydervæggen med en dør til højre og et sprossevindue sammensat af 4 x 6 små ruder til venstre, hvorigennem lyset trækker en skrå stribe, der rammer gulvet og breder sig ud af billedets højre kant. 
Døren er lukket, vinduet er lukket, og alt er gengivet sagligt og præcist – mens lyset kommer ind gennem vinduet og bryder den frontale ro og antyder at netop i det at se tingene som de er, kommer den uventede indsigt. At virkeligheden rummer mere, end det der kan ses. 
Næsten alle linjer i billedet er rette. Kun gennem de tre øverste ruder ses bølgemønsteret i taget på bygningen overfor, resten af vinduet reflekterer lyset på en måde, som gør glasset uigennemsigtigt.
Billedets komposition er enkel og sublim. Talrige forskydninger og underdelinger forholder sig til det gyldne snit. Den store tomme gulvflade forrest til venstre kontrasteres af vinduets lysende detaljer. Den statiske ro i frontalperspektivet forstyrres af lysvældets skrå anarki. 
Billedet er som alle Hammershøis arbejder holdt i en gråtoneskala. Penselstrøgene er sat rytmisk og jævnt i ret brede og korte strøg med en "tør" pensel. Toneovergangene er gnedet ud i blide forløb. Lærredets grunding træder stadig frem i nogle partier: Hammershøi holdt op med at male, i det øjeblik billedet var færdigt.
Billedet ligger i forlængelse af den impressionistiske bevægelses ambitioner om at male øjeblikkets indtryk, og det udtrykker symbolismen i det anede.
Der er ingen pynt, ingen møbler og ingen mennesker i billedet. Men der må et menneske til at se og male skønheden i denne uventede leg af lys i det upåagtede støv.

## Ekstern henvisning
- Weilbachs Kunstnerleksikon Arkiveret 18. februar 2007 hos  Wayback Machine
- Støvkornenes dans i solstrålerne vises på hjemmesiden af Golden Days Festival Copenhagen 2008 i deres article om  Det moderne gennembrud Arkiveret 3. september 2006 hos  Wayback Machine